# Dalibor Stevanovič
Dalibor Stevanovic (Liubliana, Eslovenia, 27 de septiembre de 1984) es un futbolista esloveno que juega como centrocampista en el FC Stade Nyonnais.

## Biografía
Dalibor Stevanovič nació el 27 de septiembre de 1984 en Liubliana, capital de Eslovenia, por aquel entonces parte de Yugoslavia. A pesar de poseer nacionalidad eslovena, Stevanovič tiene ascendencia serbia, ya que sus padres son naturales de esta otra república balcánica.
El centrocampista se formó en la cantera del N.K. Olimpija Ljubljana con quien debutó en la Primera Liga de Eslovenia en la temporada 2001-2002, pero destacó en las filas del modesto N.K. Domžale (Primera Liga de Eslovenia), al que llegó en verano de 2002, consiguiendo con los Ravbarji fue subcampeón de Liga en la temporada 2004-05. En sus 4 temporadas y media en el Športni Park jugó 80 partidos de Liga y marcó 25 goles.
Poco antes de abrirse el mercado invernal de la temporada 2005-06 fue fichado por la Real Sociedad F. (1.ª División) por un millón de euros. Tras su debut el 8 de enero de 2006 en la derrota frente al R.C. Celta de Vigo (1-0) jugó 15 partidos (7 de ellos de titular) y anotó 1 gol. En la siguiente temporada las cosas se torcieron para Stevanovic ya que no contó ni para José Mari Bakero (el mismo que como director deportivo le fichó) ni para Miguel Ángel Lotina y el equipo descendió a 2.ª tras más de 40 años en 1.ª. En la temporada siguiente, con la llegada de Chris Coleman, su situación no mejoró y en el mercado invernal salió cedido al Deportivo Alavés (2ª) dentro de la operación del traspaso de la joven promesa alavesista Alberto Morgado a la Real Sociedad F. consiguiendo en Mendizorroza jugar 620 minutos y la salvación en el último partido. A su regreso al conjunto txuri-urdin fue declarado transferible y acordó la rescisión de su contrato (Tenía 2 años más de contrato).
Como agente libre fichó por el Maccabi Petah-Tikvah F.C. (Liga Premier de Israel) donde permaneció hasta el mercado de invierno cuando salió del equipo por los problemas económicos del club y el estadillo de la crisis de Gaza. Rápidamente encontró acomodo en el S.B.V. Vitesse (Eredivisie) siendo un jugador decisivo anotando 3 goles en 11 partidos que ayudaron a los Geel en Zwart a salir de los últimos puestos. Durante las dos temporadas y media que jugó en Gelredome Stevanovic fue convocado en varias ocasiones por la selección de Eslovenia y tomó parte en la Copa Mundial de Fútbol de 2010, aunque no disputó ningún partido.
Tras abandonar los Países Bajos en la temporada 2011-2012 recaló primero en el F.C. Volyn Lutsk (Liga Premier de Ucrania) para luego, en enero, fichar por el W.K.S. Śląsk Wrocław (Ekstraklasa). En el conjunto Wojskowi permaneció hasta la temporada 2013-2014 y conquistó su único título liguero (2011-2012).
Finalizada su etapa en Polonia Stevanovic inició un periplo en Rusia, concretamente en la Liga Premier de Rusia, que le llevó a jugar en el F.C. Torpedo Moscú (2014-2015) y el F.C. Mordovia Saransk (2015-2016). Stevanovic cerrada esta etapa rusa con dos descensos consecutivos fichó por su actual equipo, N.K. Slaven Belupo Koprivnica (Primera Liga de Croacia).

## Clubes
| Club                       | País         | Año       |
| -------------------------- | ------------ | --------- |
| NK Olimpija Ljubljana      | Eslovenia    | 2001-2002 |
| NK Domžale                 | Eslovenia    | 2002-2005 |
| R. Sociedad                | España       | 2005-2008 |
| Deportivo Alavés (Cedido)  | España       | 2008      |
| Maccabi Petah-Tikvah F.C.  | Israel       | 2008      |
| SBV Vitesse                | Países Bajos | 2009-2011 |
| FC Volyn Lutsk             | Ucrania      | 2011      |
| Śląsk Wrocław              | Polonia      | 2011-2014 |
| FC Torpedo Moscú           | Rusia        | 2014-2015 |
| FC Mordovia Saransk        | Rusia        | 2015-2016 |
| NK Slaven Belupo           | Croacia      | 2016-2017 |
| Servette FC                | Suiza        | 2017-2019 |
| FC Stade Nyonnais (cedido) | Suiza        | 2018-2019 |
| FC Stade Nyonnais          | Suiza        | 2019-     |

### Selección nacional
Ha sido internacional con la Selección de fútbol de Eslovenia en 21 ocasiones, tras debutar en febrero de 2006 en un partido contra Chipre.

### Participaciones en Copas del Mundo
| Mundial                        | Sede                 | Resultado    |
| ------------------------------ | -------------------- | ------------ |
| Copa Mundial de Fútbol de 2010 | Bandera de Sudáfrica | Primera fase |